# 엘비스 (1968년 텔레비전 프로그램)
《싱어 프레젠츠...엘비스》(Singer Presents...Elvis)는 NBC에서 기획한 엘비스 프레슬리의 특집 방송이다. 보통 《68년 컴백 스페셜》('68 Comeback Special)로 부른다. 1968년 12월 3일 방영. 7년 전부터 영화 업계에 투신한 엘비스를 다시 공연으로 불러들이는 계기가 된 방송이다. 당시 엘비스는 시체의 악풍과 자신의 동떨어짐과 자신이 출연하는 영화의 낮은 품질에 실망한 상태였다.
방송국 측에서의 당초 기획은 크리스마스 특집이었으나, 매니저 톰 파커와 프로듀서 밥 핀켈이 다른 기획을 들고 나왔다. 핀켈은 프레슬리의 음성을 세련하고 시체 청년에게 어필할 수 있는 특수성을 창조하기 위해 스티브 바인더를 감독으로 불렀다. 촬영은 NBC 버뱅크 스튜디오에서 이루어졌다. 본작은 앉은 섹션, 선 섹션, 두 편의 뮤지컬로 구성된다. 이 중 앉은 섹션은 팬들과 작은 악단 중앙에 낀 허물없는 엘비스를 선보인다. 이 장면의 빠개놓은 음향과 친밀한 분위기는 《MTV 언플러그드》을 선각한 것으로 보아도 무방할 것이다.
본작은 방영 이후 호평을 거두어들였으며, 금주 넬슨 텔레비전 시청률의 정상을 점하고 금 시즌 최고 시청률을 기록했다. 프레슬리는 이 방송을 기하여 종래의 경력을 쇄신하고 다시 공연으로 뛰어들게 된다.